# Портильо, Бланка
Бла́нка Порти́льо (исп. Blanca Portillo, род. 15 июня 1963, Мадрид) — испанская актриса.

## Биография и карьера
До учёбы в Королевской высшей школе драматического искусства Портильо начинала в качестве актрисы в нескольких небольших театральных постановках.
Одной из наиболее важных её работ была роль в постановке «Олеанны» Дэвида Мамета, срежиссированная Жоакимом Кремелем в 1994 году.
Её дебютом в фильмах стал «Entre rojas» в 1995 году. В 1996 г. Луис Сан Нарсисо отобрал её на роль в телесериале «7 жизней» для телеканала Telecinco. В нём она сыграла роль Карлоты. Сериал длился 10 лет. Портильо номинировалась на премию «Гойя» и Unión de Actores Awards за свою роль в «El color de las nubes» в 1997 году.

## Награды
- 2006 — Приз Каннского кинофестиваля 2006 года за лучшую женскую роль в фильме «Возвращение» (совместно с другими актрисами)[1].

### Премия Гойи
- 2007 — номинация в категории лучшая женская роль в фильме «Семь бильярдных столов»
- 2006 — номинация в категории лучшая женская роль второго плана в фильме «Возвращение»
- 1997 — номинация в категории лучший женский актёрский дебют в фильме «Цвет облаков(El color de las nubes)»

### Fotogramas de Plata
- 2014 — номинация в категории Лучшая театральная актриса в спектакле «Testamento de María»
- 2012 — премия в категории Лучшая театральная актриса в спектакле «Жизнь есть сон»
- 2009 — номинация в категории Лучшая киноактриса в фильме «Разомкнутые объятия»
- 2008 — номинация в категории Лучшая театральная актриса в спектакле «Barroco»
- 2007 — номинация в категории Лучшая киноактриса в фильме «Семь бильярдных столов»
- 2003 — номинация в категории Лучшая театральная актриса в спектакле «Como en las mejores familias»
- 2001 — номинация в полуфинале премии в категории Лучшая телевизионная актриса в сериале «Семь жизней»
- 2001 — номинация в полуфинале премии в категории Лучшая театральная актриса в спектакле «Madre, el drama padre»

## Избранная фильмография
- 1997 — Всё это / исп. Eso режиссёр Фернандо Коломо
- 2005 — Эльза и Фред / исп. Elsa y Fred режиссёр Маркос Карневале
- 2006 — Возвращение / исп. Volver режиссёр Педро Альмодовар
- 2006 — Призраки Гойи / англ. Goya's Ghosts режиссёр Милош Форман
- 2006 — Капитан Алатристе / исп. Alatriste режиссёр Агустин Диас Янес
- 2007 — Семь бильярдных столов / исп. Siete mesas de billar francés режиссёр Грасия Керехета
- 2009 — Разомкнутые объятия / исп. Los abrazos rotos режиссёр Педро Альмодовар
- 2010 — Бьютифул / исп. Biutiful режиссёр Алехандро Гонсалес Иньярриту
- 2017 — Я знаю, кто ты / исп. Se quien eres режиссёр Пау Фрейксас
- 2024 — Побег / исп. Escape режиссёр Родриго Кортес[англ.]